# 咿呀咿呀
《咿呀咿呀》是一部于中国播出的儿童电视节目，由歌舞、体操、手工、语言等构成。2017年7月1日于哈哈少儿频道和炫动卡通（现合并为哈哈炫动卫视）等频道播出，为《宝贝学院》的栏目之一。
本节目由上海广播电视台和上海习游文化共同制作，NHK提供部分内容与技术支持。

## 概要
《咿呀咿呀》源于日本NHK教育频道播出的高人气儿童节目《躲猫猫！》，节目拍摄地点位于上海。

## 角色

### 主要角色
| 演员           | 角色 | 备注 |
| 未公布         | 汪汪 | - 充满活力的绿色大狗，喜欢画画。 - 角色相当于原作的汪汪（）。 |
| 张亚珠（配音） | 乌糖 | - 来自音乐王国的精灵，喜欢唱歌，高兴时头上的沙锤会左右摇摆。 - 口头禅是“乌糖，精神满满！”。 - 该角色相当于原作的乌糖（うーたん）。 |
| 张羿           | 小亦 | - 任期为2017年7月1日～2020年5月8日。原定于2020年3月离职，后由于新冠肺炎疫情原因而延期毕业。 - 节目中的第一代小姐姐，会做体操和学做手工。 - 头上扎着一高一低的双马尾，服装为黄色马甲、橙色旗袍领的短袖上衣和黄色短裤。 - 该角色相当于原作的小优（ゆうなちゃん）。 |
| 孙雅瞳         | 小瞳 | - 2020年1月1日于官方微信公众号上公布的第二代小姐姐，2020年5月11日正式任职。 - 头上扎着双包子头，服装为红绿相间（服装设计类似原作《躲猫猫！》中的第三代小姐姐佳佳），马甲配红色南瓜中裤，以五角星为装饰。 - 该角色相当于原作的小春（はるちゃん）。              |

### 次要角色
| 演员   | 角色     | 备注                                                                                  |
| 未公布 | 咕噜     | - 喜欢和乌糖一起吃东西的好伙伴，外表为蓝色虫子。 - 角色相当于原作的ぐーたん。         |
| 未公布 | 鞋子大大 | - 外表是一双蓝色鞋子的双胞胎兄弟，喜欢和乌糖一起出门。 - 该角色相当于原作的クックー。 |
| 未公布 | 托力     | - 厕所王国的国王，外表是留着西式发型和胡须的马桶。 - 该角色相当于原作的ベンキー。     |
| 未公布 | 小托     | - 外型为绿色的辅助坐便器，相当于原作的オマルン。                                      |
| 未公布 | 箱箱     | - 帮乌糖收拾玩具的箱子，头上包着绿色唐草纹头巾。 - 相当于原作的バコン。               |
| 未公布 | 牙刷侠   | - 帮乌糖刷牙的超人，相当于原作的ハミガキマン。                                        |
| 未公布 | 阿布     | - 戴着星星图案睡帽的粉红色被子，常陪着乌糖睡觉。 - 该角色相当于原作的モウフー。       |
| 未公布 | 飘飘     | - 头上戴着一朵花的粉色纸巾盒，帮乌糖擤鼻涕和擦手。 - 该角色相当于原作的ティーちゃん。 |
| 未公布 | 叮咚     | - 水滴兄妹，相当于原作的チャップン。                                                  |
| 未公布 | 匡奇     | - 载乌糖去世界各地的小火车，相当于原作的ゴットン。                                    |
| 未公布 | 帕库     | - 汪汪的右手扮演的怪物，相当于原作的帕库帕库（パクパクさん）。                        |
| 未公布 | 帕妮     | - 汪汪的左手扮演的怪物，相当于原作的帕库子（パク子）。                                |